# Myles Pollard
Myles Pollard (Perth, 4 november 1972) is een Australisch acteur.
Myles heeft een jonger zusje, Simmone, en een oudere broer. Zijn vader was directeur van een school en zijn moeder muziekdocent.
Nadat Myles afgestudeerd was van de middelbare school, verhuisde hij van Perth naar Sydney om aan zijn acteercarrière te werken. Hij speelde in een theater, maar ging toen weer terug naar Perth. Daar werd hij toegelaten tot de National Institute Of Dramatic Arts, waar hij in 1998 afstudeerde. Op 15 oktober 2006 trouwde hij met Brigitta Wuthe. Op 14 oktober 2007 is hun zoon Ronin Wilson geboren.
Sinds 2001 speelt hij Nick Ryan in McLeod's Daughters.

## Filmografie

### Film
- 2008: Four, als Vincent
- 2009: X-Men Origins: Wolverine, als Phelan
- 2010: Tucker and Dale vs Evil, als Hillbilly kind
- 2012: Thirst, als Boyce
- 2013: Drift, als Andy Kelly
- 2013: The Turning, als Dan
- 2013: Foreshadow, als detective Michael Monaghan
- 2015: Looking for Grace, als Bruce
- 2018: The Gateway, als Matt
- 2018: Inside Water, als de man
- 2019: Danger Close: The Battle of Long Tan, als Frank Riley
- 2022: How to Please a Woman, als Richard
- 2023: Frank and Frank, als Frank
- 2024: Frederickstown, als Jimmy

### Televisie
- 1997: The Tower, als Gilbert
- 1999: All Saints: Medical Response Unit, als Robert Ford
- 1999: Wildside, als Roger Parnesi
- 1999: Water Rats, als Robert Haig
- 2001: Playing Hard to Get, als vriendje
- 2001: Invincible, als Paul Beck
- 2001-2006: McLeod's Daughters, als Nick Ryan
- 2007: Home and Away, als Dane Jordans
- 2008: Packed to the Rafters, als Paul
- 2008: Double Trouble, als Henry
- 2009: Underbelly, als Phil De La Salle
- 2009: East West 101, als John Woodhouse
- 2010: Rescue: Special Ops, als Steve 'Mack' Macpherson
- 2011: Sea Patrol, als Stuart White
- 2015: Home and Away, als James Edmunds
- 2020: Mystery Road, als Dominic
- 2020: The Heights, als Anton
- 2021: Itch, als James
- 2024: The Twelve, als Neal Collins
- 2025: Invisible Boys, als Jack Hammersmith